# Cieplarnia (skała)

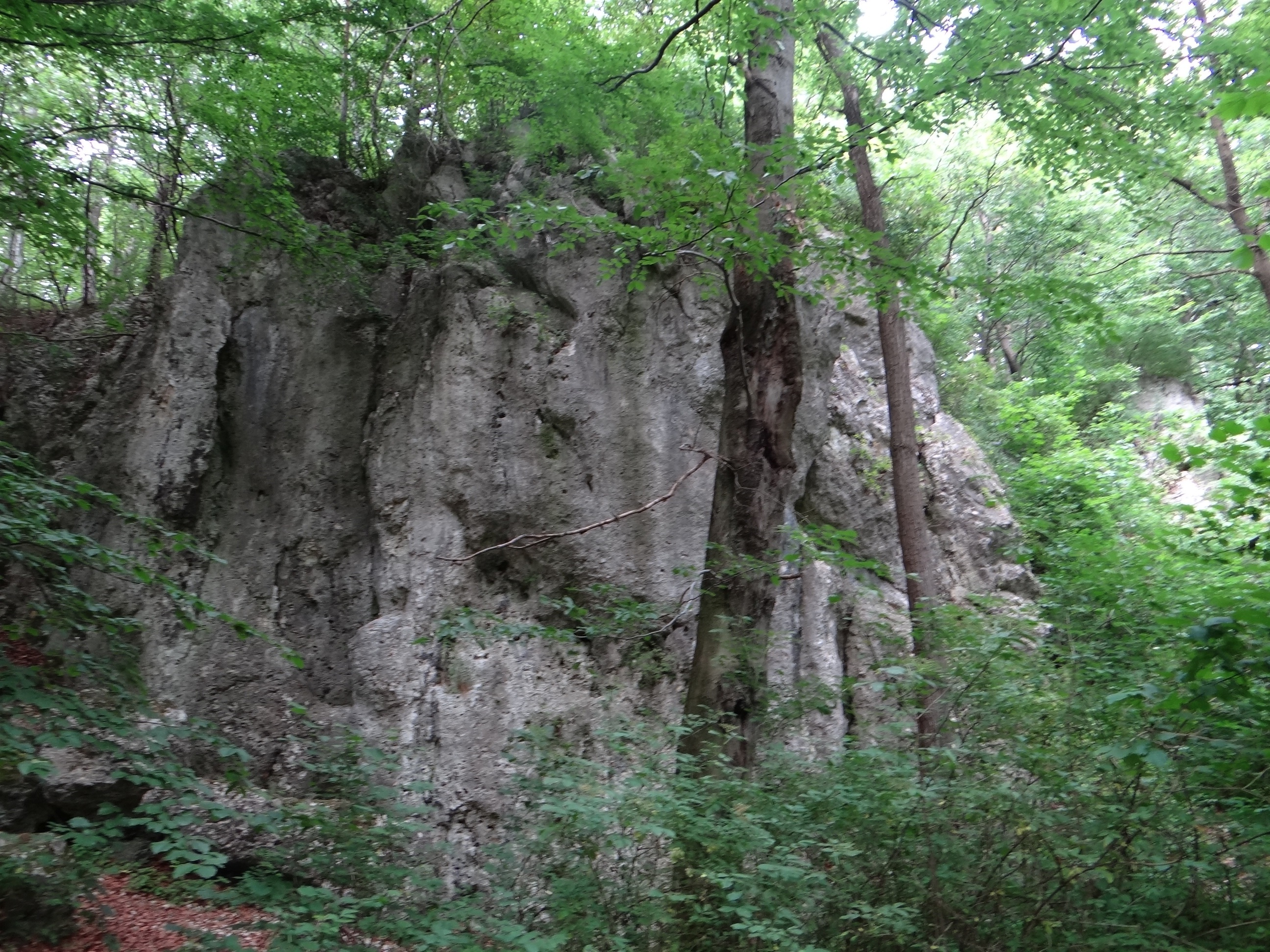

Cieplarnia – skała w Wąwozie Ostryszni na Wyżynie Olkuskiej będącej częścią Wyżyny Krakowsko-Częstochowskiej. Wąwozem obok skały prowadzi czarny szlak turystyczny z Imbramowic (parking w centrum wsi) do Glanowa. 
Cieplarnia znajduje się we wschodniej części grupy skał, pomiędzy Organami a Szkatułką. Jest to zbudowana z twardych wapieni skalistych  skała o wysokości 12–14 m, ścianach połogich lub pionowych z zacięciem, filarem i kominem. Uprawiana jest na niej wspinaczka skalna. Jest 15 dróg wspinaczkowych (w tym 2 projekty) o zróżnicowanym stopniu trudności od III do VI.2 w skali Kurtyki. Na 14 z nich zamontowano stałe punkty asekuracyjne – ringi (r), stanowiska zjazdowe (st), lub dwa ringi zjazdowe (drz), na  łatwej drodze nr 3 jest tylko stanowisko zjazdowe. Skała znajduje się w lesie, ściany wspinaczkowe o wystawie zachodniej i południowej.
W Cieplarni znajduje się Jaskinia w Ostryszni przebijająca ją od podstawy po szczyt.

## Drogi wspinaczkowe
1. Najzimniej pod Cieplarnią VI-, 12 m (3r+st)
2. Kronika upałów letnich VI, 12 m (3r+st)
3. Promenada III, 17 m (st)
4. Systematyczny chaos VI+, 13 m (4r+st)
5. Wściekły stan skupienia VI+/1, 12 m (4r+st)
6. Krakatau VI, 13 m (4r+st)
7. Ciepnięcie VI-, 13 m (4r+drz)
8. Zmiana klimatu VI.1, 13 m (4r+drz)
9. Efekt cieplarniany VI.1+, 13 m (4r+drz)
10. El Nino V+, 11 m (3r+drz)
11. Irminkowy dilferek IV+, 11 m (3r+drz)
12. Spiekota VI.1, 11 m (4r+drz)
13. Szamotówka VI.2, 12 m (4r+st)
14. Czerwony jak cegła VI.2, 12 m (4r+st)
15. Rozgrzany jak piec VI+, 12 m (4r+st)[3].